# Azerbajdzsán világörökségi helyszínei
Azerbajdzsán területéről eddig öt helyszín került fel a világörökségi listára, tíz helyszín a javaslati listán várakozik a felvételre.
| | Baku fallal körülkerített része a Şirvanşah térrel és a Szűz-toronnyal |
| Felvétel: 2000 |                                                                        |
| Kulturális (IV) |                                                                        |
| Hivatkozás: 958, védett terület: 21,5 ha, pufferzóna: 12 ha |                                                                        |
| Azerbajdzsán fővárosa, a Kaszpi-tenger nyugati partján fekvő Baku területe már a paleolitikum idejében is lakott volt. Későbbi történelme folyamán zoroasztrikus, szászánida, arab, perzsa, sirváni, oszmán és végül orosz kulturális hatások érték. A körülzárt óvárosban Nyugat-Ázsia különböző hagyományai ötvöződnek. A városközpontot ma is a 11. és a 13. század között épült fal veszi körül, a fal nagy része épségben maradt fent. A város egyik leghíresebb épülete a nyolcszintes Szűz-torony ebből a falból emelkedik ki, magassága eléri a 32 métert. A henger alakú torony Azerbajdzsán építészetének egyedülálló műemléke. A torony alsó szintje az i. e. 7. vagy i. e. 6. századra datálható, és feltehetően egy csillagvizsgáló vagy tűztemplom maradványaira épült. Felső része a 12. századból származik. A sirváni sahok palotaegyüttese az óváros nyugati lejtőjén helyezkedik el. Kialakítása teraszos, a legmagasabb teraszon helyezkedik el az uralkodó palotája. Az épületegyüttesnek öt udvara van és magába foglalja a régi mecsetet, valamint a királyi mauzóleumot is. Baku óvárosának további jelentős épületei a Nagymecset, a Zoroaszter-templom, az egykori karavánszerájok és a fürdőházak. |                                                                        |

| | Qobustani sziklarajzok |
| Felvétel: 2007 |                        |
| Kulturális (III) |                        |
| Hivatkozás: 1076, védett terület: 537,22 ha, pufferzóna: 3 096,34 ha |                        |
| A Qobustani sziklarajzok az ország középső vidékén, a Kaukázus lábánál egy félsivatagos terület fennsíkján találhatók. A térség feltételezhetően az utolsó jégkorszak után népesült be. A mintegy 6000 sziklarajz túlnyomó többsége véséssel készült és öt korszakhoz (paleolitikum, neolitikum, bronzkor, vaskor, középkor) kapcsolható. A paleolit kor rajzai csónakokat, vadállatokat, halakat ábrázolnak, a neolit korban viszont már rituálékat, táncoló alakokat, korai háziállatokat és áldozatbemutatásokat jelenítettek meg. A bronzkorra datálható véseteken kecskék és lovasok láthatók, a vaskori rajzokon kar nélküli emberszerű alakok. Nagy Sándor és Traianus római császár korában az átvonuló hadseregek feliratokat véstek a sziklákba, a középkorban tevekaravánokat, fegyveres lovasokat és iszlám szimbólumokat jelenítettek meg. A környéken található barlangok és sziklahasadékok lakhelyül szolgáltak a mintegy tízezer évvel ezelőtt itt élő embereknek. A kutatások során a sziklarajzok mellett településnyomokat és temetkezési helyeket is feltártak. |                        |

| | Şəki történelmi központja |
| Felvétel: 2019 |                           |
| Kulturális (II)(V) |                           |
| Hivatkozás: 1549, védett terület: 120,5 ha, pufferzóna: 146 ha |                           |
| Şəki város történelmi központja a Nagy-Kaukázus hegység lábánál terül el és a Gurjana folyó osztja ketté. A város régebbi, északi része a hegyoldalon fekszik, míg déli fele a folyó völgyében terül el. Történelmi központját a 18. században építették újjá, miután a korábbi városrészt egy sárlavina pusztította el. A ma is látható városképre jellemzőek a tradicionális építésű magas tetejű épületek. A fontos történelmi kereskedelmi útvonalak mellett fekvő Şəki építészetére hatottak a szafavida, a kádzsár és az orosz építészeti hagyományok. A település északkeleti részén épült fel a kán palotája. Közelében számos kereskedőház található, ezek a palotával együtt 18. és a 19. századi selyemhernyó tenyésztés és selyemgubó kereskedelemből származó jelentős bevételből épültek, és a nagy vagyonok felhalmozásának bizonyítékai. |                           |

| | Hürkaniai erdők |
| Azerbajdzsán és Irán közös világörökségi helyszíne |                 |
| 2019, kiterjesztés 2023 |                 |
| Természeti (IX) |                 |
| Védett terület: 129 484,74 ha, puffer zóna: 177 128,79 ha, hivatkozás: 1584 |                 |
| A "Hürkániai erdők" egy egyedülálló erdősáv összefoglaló neve ami 850 kilométer hosszan nyúlik el a Kaszpi-tenger déli partjainál. Ezeknek az erdőknek a története 25-50 millió évre nyúlik vissza, amikor beborították az északi mérsékelt égöv legnagyobb részét. Ezek az ősi erdők a negyedkori eljegesedések idején visszahúzódtak, majd amikor az éghajlat enyhébbé vált, újra terjedésnek indultak. A terület biodiverzitása figyelemre méltó, Irán eddig ismert edényes növényeinek 44%-a megtalálható benne, míg az erdők csak az ország területének csak 7%-át borítják. A térségben eddig 180, a mérsékelt égövi lelőhelyekre jellemző madárfajt azonosítottak, valamint 58 emlősfajt, közülük az ikonikus perzsa leopárdot. A helyszínt 2023-ban Azerbajdzsán déli részén fekvő területekkel egészítették ki. |                 |

| | A Khinalig nép kultúrtája és legeltetési útvonala |
| 2023 |                                                   |
| Kulturális (III)(V) |                                                   |
| Védett terület: 44 829,41 ha, puffer zóna: 109 392,78 ha, hivatkozás: 1696 |                                                   |
| A kultúrtáj az észak-azerbajdzsáni magashegyi Khinalig faluból, a Nagy-Kaukázus hegység magaslati nyári legelőiből és mezőgazdasági teraszaiból, Közép-Azerbajdzsán síkságainak téli legelőiből, valamint a Köç Yolu ("Migrációs út") nevű összekötő 200 kilométer hosszú szezonális vándorlegeltetési útvonalból áll. Az azonos nevű faluban lakó khinalig nép félnomád életmódot folytat, életritmusukat a nyári és téli legelők közötti szezonális vándorlás határozza meg, miközben megőrzik a legelőváltásos állattartó gazdálkodás hagyományait. A hosszú idő alatt organikusan kifejlődő legeltetési rendszer ősi útvonalakból, ideiglenes legelőkből, átmeneti táborhelyekből, mauzóleumokból és mecsetekből áll ami a szélsőséges környezeti feltételekhez alkalmazkodó és egyben fenntartható öko-szociális rendszerek egyik példája. A helyszín és a hozzá tartozó pufferzóna különböző állami és magán szervezetek tulajdonában van, míg állami tulajdonú a nyári legelők többsége, az összes téli legelő, valamint a Köç Yolu vándorút. |                                                   |

## Elhelyezkedésük
| Qobustani sziklarajzok Baku Şəki Hürkaniai erdők Khinalig kultúrtáj |

## Javasolt világörökségi helyszínei
- "Baku Stage" hegység
- Binegadi negyedkori fauna és flóra lelőhelye
- Lok-Batan sárkúp
- Hyrkan Rezervátum
- Ordubad történelmi és régészeti rezervátum
- Surakhany, Atashgyakh (tűzáldozati templom, múzeum)
- Susha történelmi és régészeti rezervátum
- A Kaszpi-tenger partvidékének védelmi építményei
- Nahicseváni mauzóleum